# مارتین ریت
مارتین ریت (انگلیسی: Martin Ritt؛ ۲ مارس ۱۹۱۴ – ۸ دسامبر ۱۹۹۰) کارگردان، بازیگر و تهیه‌کننده آمریکایی بود.
از فیلم‌هایی که وی در آن نقش داشته است، می‌توان به پیروزی در پرواز و تابستان گرم و طولانی اشاره کرد.

## گزیده آثار کارگردانی
- تابستان گرم و طولانی (۱۹۵۸)
- ثعلب سیاه (۱۹۵۹)
- خشم و هیاهو (۱۹۵۹)
- پنج زن بدنام (۱۹۶۰)
- بلوز پاریس (۱۹۶۱)
- ماجراهای یک مرد جوان همینگوی (۱۹۶۲)
- هاد (۱۹۶۳)
- کنراک (۱۹۶۴)
- جاسوس جنگ سرد (۱۹۶۵)
- مرد (۱۹۶۷)
- امید سفید بزرگ (۱۹۷۰)
- ساندر (۱۹۷۲)
- پایان بازی (۱۹۷۵)
- کراس کریک (۱۹۸۳)
- عشق مورفی (۱۹۸۵)
- استنلی و ایریس (۱۹۹۰)